# Мотика (презиме)
Мотика је српско-хрватско презиме.
Значајни људи са овим презименом су:
- Антун Мотика (1902–1992), хрватски уметник
- Немања Мотика (2003), српски фудбалер
- Стивен Мотика (1977), амерички песник